# Kadim Yaşar
Kadim Yaşar (Muş, 26 de abril de 1976) es un actor turco, conocido por su papel de Cengaver "Cengo" Çimen en la serie Bir Zamanlar Çukurova.

## Biografía
Kadim Yaşar nació el 26 de abril de 1976 en Muş (Turquía), y además de actuar también se dedica al teatro.

## Carrera
Kadim Yaşar completó su educación universitaria en el departamento de teatro del conservatorio estatal de la Universidad de Estambul. En 2002 hizo su primera aparición como actor en la serie Ekmek Teknesi. Actuó en series de televisión como en 2006 en Yagmurdan sonra, en 2011 y 2012 en Tek Basimiza, en 2012 en Babalar ve Evlatlar, de 2013 a 2015 en Kaçak, en 2014 en Urfaliyam Ezelden, en 2017 en Kayitdisi, en 2018 Vatanim Sensin, de 2018 a 2020 en Bir Zamanlar Çukurova, de 2019 a 2021 en Benim Adim Melek y en 2022 en Tozluyaka, mientras que en 2018 protagonizó la miniserie Servet. En 2007 protagonizó la película para televisión Now They're Two Big Guy dirigida por Hasan Karci y en 2008 en Öldür un dirigido por Hasan Karci. Además de actuar en series de televisión, también participó en varias películas como en 2004 en Stepford Kadınları, en 2006 en Tramvay y en Hayatimin Kadinisin, en 2008 en Bahoz, en 2010 en Paramparça y en Press y en 2014 en Neden Tarkovski. Olamiyorum.

## Filmografía

### Cine
| Año  | Título                        | Personaje  | Director           |
| ---- | ----------------------------- | ---------- | ------------------ |
| 2004 | Stepford Kadınları            |            |                    |
| 2006 | Tramvay                       | Cobbler    | Olgun Arun         |
| 2006 | Hayatimin Kadinisin           | Sabit      | Ugur Yücel         |
| 2008 | Bahoz                         | Halil      | Kazim Öz           |
| 2010 | Paramparça                    | Ömer Süren | Naci Çelik Berksoy |
| 2010 | Press                         | Hasan      | Sedat Yilmaz       |
| 2014 | Neden Tarkovski Olamiyorum... | Seyit      | Murat Düzgünoglu   |

### Televisión
| Año       | Título                  | Personaje                                         | Notas        |
| --------- | ----------------------- | ------------------------------------------------- | ------------ |
| 2002      | Ekmek Teknesi           |                                                   |              |
| 2006      | Yagmurdan sonra         |                                                   |              |
| 2007      | Now They're Two Big Guy | Película para televisión dirigida por Hasan Karci |              |
| 2008      | Öldür onu               | Película para televisión dirigida por Hasan Karci |              |
| 2011-2012 | Tek Basimiza            | Kenan                                             | 8 episodios  |
| 2012      | Babalar ve Evlatlar     |                                                   | 4 episodios  |
| 2013-2015 | Kaçak                   | Gürcü Seyfi                                       | 12 episodios |
| 2014      | Urfaliyam Ezelden       | Halil                                             | 11 episodios |
| 2017      | Kayitdisi               | Çavus                                             | 8 episodios  |
| 2018      | Servet                  | Kuyu                                              | 4 episodios  |
| 2018      | Vatanim Sensin          |                                                   | 2 episodios  |
| 2018-2020 | Bir Zamanlar Çukurova   | Cengaver "Cengo" Çimen                            | 37 episodios |
| 2019-2021 | Benim Adim Melek        | Kenan Demir                                       | 66 episodios |
| 2022      | Tozluyaka               | Osman Akin                                        | 26 episodios |

## Teatro
| Año  | Título                  |
| ---- | ----------------------- |
| 2005 | Harput'ta Bir Amerikalı |